# Матрицы Гелл-Манна
Ма́трицы Гелл-Ма́нна — генераторы группы SU(3). Названы по имени Мюррея Гелл-Манна, который ввёл их в 1961 году. Всего их восемь:
| {\displaystyle \lambda _{1}={\begin{pmatrix}0&1&0\\1&0&0\\0&0&0\end{pmatrix}}} | {\displaystyle \lambda _{2}={\begin{pmatrix}0&-i&0\\i&0&0\\0&0&0\end{pmatrix}}} | {\displaystyle \lambda _{3}={\begin{pmatrix}1&0&0\\0&-1&0\\0&0&0\end{pmatrix}}}                       |
| {\displaystyle \lambda _{4}={\begin{pmatrix}0&0&1\\0&0&0\\1&0&0\end{pmatrix}}} | {\displaystyle \lambda _{5}={\begin{pmatrix}0&0&-i\\0&0&0\\i&0&0\end{pmatrix}}} | |
| {\displaystyle \lambda _{6}={\begin{pmatrix}0&0&0\\0&0&1\\0&1&0\end{pmatrix}}} | {\displaystyle \lambda _{7}={\begin{pmatrix}0&0&0\\0&0&-i\\0&i&0\end{pmatrix}}} | {\displaystyle \lambda _{8}={\frac {1}{\sqrt {3}}}{\begin{pmatrix}1&0&0\\0&1&0\\0&0&-2\end{pmatrix}}} |
Каждому из восьми глюонов сопоставляется матрица Гелл-Манна.

## Свойства
Матрицы Гелл-Манна эрмитовы, имеют нулевой след.
Произведение:
{\displaystyle \lambda _{a}\lambda _{b}={\frac {2}{3}}\delta _{ab}\mathbf {E} +d_{abc}\lambda _{c}+if_{abc}\lambda _{c}},
где
- {\displaystyle d_{abc},f_{abc}} — структурные константы алгебры su(3);
- {\displaystyle \mathbf {E} } — единичная матрица 3×3;
- {\displaystyle \delta _{ab}} — символ Кронекера.

След произведения:
{\displaystyle \operatorname {Sp} \;\lambda _{a}\lambda _{b}=2\delta _{ab}},
Коммутатор:
{\displaystyle [\lambda _{a},\lambda _{b}]_{-}=2if_{abc}\lambda _{c}}
Антикоммутатор:
{\displaystyle [\lambda _{a}\lambda _{b}]_{+}={\frac {4}{3}}\delta _{ab}\mathbf {E} +2d_{abc}\lambda _{c}}
Также для матриц Гелл-Манна выполняются тождества Фирца.
Являются обобщением матриц Паули для квантовых систем в базисе из трёх состояний (см. Кутрит).